# Aleksandr Butko
Aleksandr Anatolyevich Butko (em russo:  Александр Анатольевич Бутько; Hrodna, 18 de março de 1986) é um jogador de voleibol indoor russo, integrante da equipe que conquistou a medalha de ouro nos Jogos Olímpicos de 2012, em Londres.

## Carreira
Butko joga na posição de levantador e profissionalmente atuou no clube russo Lokomotiv Novosibirsk na temporada 2016-17 e de 2009 a 2015.
Pela seleção russa conquistou a medalha de ouro na Liga Mundial e na Copa do Mundo, ambas em 2011. No ano seguinte foi convocado para disputar as Olimpíadas de Londres, onde a Rússia conquistou sua primeira medalha de ouro como país independente.